# Landskrona BoIS
Landskrona BoIS (prescurtat de la Landskrona Boll och Idrottsällskap) este un club de fotbal din Landskrona, Scania, Suedia, care în prezent evoluează în Division 1 Södra, al treilea eșalon al fotbalului suedez. Clubul a fost fondat pe 7 februarie 1915 prin fuziunea a două cluburi mai vechi din Landskrona, IFK Landskrona și Diana.
Landskrona BoIS a fost una din cele 12 echipe care au participat în sezonul inaugural de Allsvenskan, 1924–25. De atunci, echipa a jucat în alte 34 de sezoane în Allsvenskan și 51 de sezoane în liga secundă. Echipa a cucerit patru medalii în Allsvenskan, argint în 1937–38 și bronz în 1938–39, 1975 și 1976, și este câștigătoare a Cupei Suediei în 1971–72. 

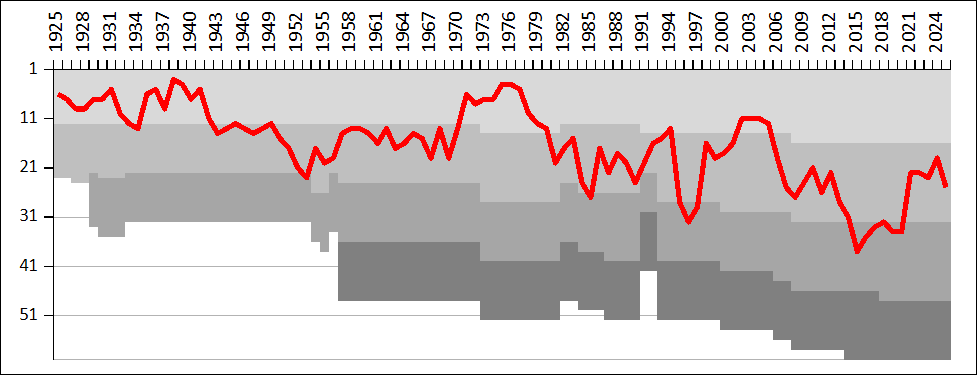
Diagrama evoluției pe sezoane în campionatul suediei

## Jucători notabili
Criterii:
- Au jucat cel puțin 100 de meciuri pentru Landskrona BoIS
- Au reprezentat naționala ca jucător al Landskrona BoIS

| Suedia - Albin Dahl - Harry Dahl - Knut Hansson - Sigvard Pettersson - Hasse Persson - Kjell Lindstrand - Claes Cronqvist - Sonny Johansson - Tommy Gustafsson - Stefan Nilsson - Göran Petersson - Mats Aronsson - Joakim Nilsson - Håkan Söderstjerna - Pontus Farnerud - Alexander Farnerud - Danijel Milovanović - Daniel Nannskog - Johan Andersson - Jörgen Pettersson - Jonas Olsson - Matthias Eklund - Linus Malmqvist | Svensson Torvaldson Nilsson Helgason Friberg Olsson Ljung Farnerud Söderstjerna Milovanović Nannskog The "best starting eleven of the 21st century" as voted by the Landskrona supporters in 2013. Danemarca - Leif Carlsen - Allan Ravn Estonia - Indrek Zelinski Finlanda - Antti Okkonen Gambia - Alagie Sosseh Ghana - Afo Dodoo Islanda - Auðun Helgason Nigeria - Kevin Amuneke Rwanda - Bobo Bola Scoția - Stuart Baxter SUA - Christopher Sullivan |

## Statistici

### Golheteri după sezon
| Sezon | Jucător             | Țară                       | Goluri |
| ----- | ------------------- | -------------------------- | ------ |
| 2000  | Danijel Milovanovic | Suedia                     | 11     |
|       | Håkan Söderstjerna  | Suedia                     | 11     |
| 2001  | Daniel Nannskog     | Suedia                     | 21     |
| 2002  | Daniel Nannskog     | Suedia                     | 11     |
| 2003  | Matthias Eklund     | Suedia                     | 5      |
|       | Alexander Farnerud  | Suedia                     | 5      |
| 2004  | Kevin Amuneke       | Nigeria                    | 7      |
| 2005  | Kevin Amuneke       | Nigeria                    | 7      |
| 2006  | Matthias Eklund     | Suedia                     | 10     |
| 2007  | Pär Cederqvist      | Suedia                     | 9      |
| 2008  | Pär Cederqvist      | Suedia                     | 7      |
| 2009  | Pär Cederqvist      | Suedia                     | 14     |
|       | Fredrik Olsson      | Suedia                     | 14     |
| 2010  | Fredrik Karlsson    | Suedia                     | 12     |
| 2011  | Ajsel Kujović       | Suedia                     | 7      |
|       | Fredrik Olsson      | Suedia                     | 7      |
| 2012  | Fredrik Olsson      | Suedia                     | 9      |
| 2013  | Fredrik Karlsson    | Suedia                     | 9      |
|       | Fredrik Olsson      | Suedia                     | 9      |
| 2014  | Andrew Stadler      | Statele Unite ale Americii | 13     |

### Evoluții în Europa
| Sezon   | Competiții          | Runda |                  | Club                    | Scor     |
| ------- | ------------------- | ----- | ---------------- | ----------------------- | -------- |
| 1972    | Cupa UEFA Intertoto | GR    | Germania de Vest | Eintracht Braunschweig  | 3–0, 0–2 |
|         |                     |       | Cehoslovacia     | TJ ZVL Žilina           | 2–2, 0–1 |
|         |                     |       | Danemarca        | Vejle BK                | 0–0, 2–1 |
| 1972/73 | Cupa Cupelor UEFA   | 1R    | România          | FC Rapid București      | 1–0, 0–3 |
| 1974    | Cupa UEFA Intertoto | GR    | Portugalia       | CUF Barreiro            | 1–1, 0–1 |
|         |                     |       | Turcia           | Altay S.K.              | 1–1, 1–1 |
|         |                     |       | Suedia           | Hammarby IF             | 4–0, 2–1 |
| 1976    | Cupa UEFA Intertoto | GR    | Cehoslovacia     | TJ Sklo Union Teplice   | 1–1, 0–0 |
|         |                     |       | Germania de Vest | Kickers Offenbach       | 1–2, 0–1 |
|         |                     |       | Elveția          | Grasshopper Club Zürich | 0–0, 0–1 |
| 1977    | Cupa UEFA Intertoto | GR    | Cehoslovacia     | Slavia Praga            | 3–5, 1–6 |
|         |                     |       | Polonia          | Legia Warszawa          | 1–2, 0–1 |
|         |                     |       | Elveția          | BSC Young Boys          | 2–1, 0–4 |
| 1977/78 | Cupa UEFA           | 1R    | Anglia           | Ipswich Town F.C.       | 0–1, 0–5 |

## Antrenori

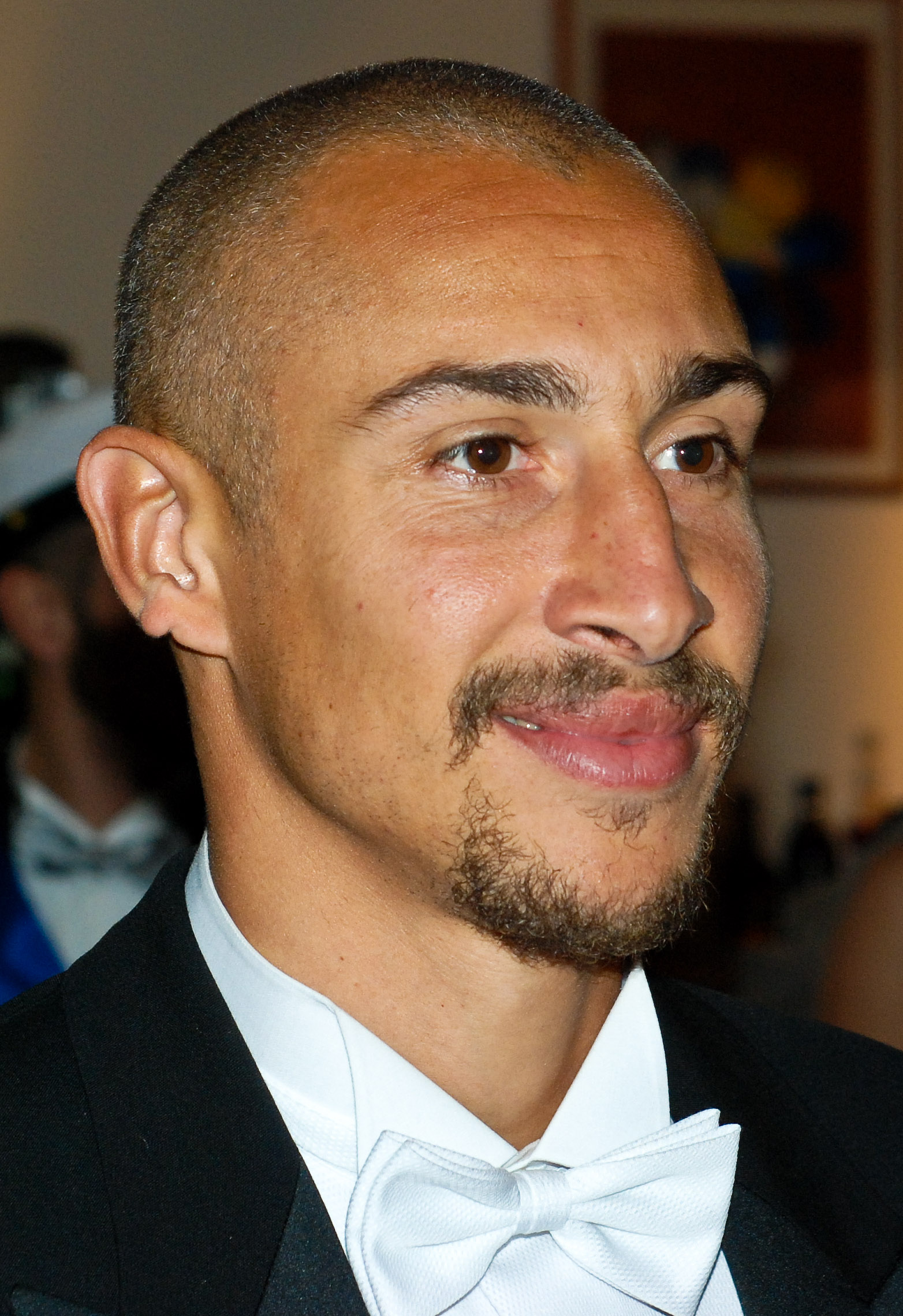
Henrik Larsson, a fost antrenorul echipei între 2010–2012

- (I) – Interimar

## Palmares
- 34 de sezoane în Allsvenskan
- 51 de sezoane în Superettan
- 4 sezoane în liga a III-a

### Ligi
- Allsvenskan:
  - Locul trei (1): 1937–38
  - Locul patru (3): 1938–39, 1975, 1976

### Cupe
- Svenska Cupen:
  - Câștigătoare (1): 1971–72
  - Finalistă (4): 1949, 1975–76, 1983–84, 1992–93